# آنا پائولا رنو
آنا پائولا ماچادو رنو (پرتغالی:[ˈɐnɐ ˈpawlɐ ʁeˈno] ; فرانسوی: [ʁəno] ; متولد ۲۲ نوامبر ۱۹۸۱) روزنامه‌نگار، ستون نویس و شخصیت تلویزیونی برزیلی است.
در اوایل سال ۲۰۲۰، او تصمیم گرفت یک کانال YouTube ایجاد کند تا در مورد فصل بیستم Big Brother Brasil صحبت کند و چند روز از زندگی خود را مستند کند. در ماه مه ۲۰۲۰، او توسط کانال تلویزیونی SBT دعوت شد تا به عنوان داور ثابت برنامه سرگرمی Triturando باشد.

## فیلم‌شناسی
| سال       | عنوان                        | نقش                     |
| --------- | ---------------------------- | ----------------------- |
| ۲۰۱۶      | برادر بزرگ برزیل ۱۶          | هم‌خانه (اخراج شده)      |
| ۲۰۱۶      | نمایش ویدیویی                | خبرنگار                 |
| ۲۰۱۶      | هاجا کوراسائو                | خودش                    |
| ۲۰۱۶      | Procurando Casseta & Planeta | خودش                    |
| ۲۰۱۷      | اوس حومه                     | خودش                    |
| ۲۰۱۷      | فوفوکالیزاندو                | خبرنگار                 |
| ۲۰۱۸      | درا. دارسی                   | ماریستلا                |
| ۲۰۱۸      | یک Fazenda 10                | شرکت کننده (12th place) |
| ۲۰۲۰–۲۰۲۱ | تریتوراندو                   | مفسر                    |
| ۲۰۲۱      | فوفوکالیزاندو                | ارائه کننده             |

| سال        | عنوان           | نقش         | توجه داشته باشید  |
| ---------- | --------------- | ----------- | ----------------- |
| ۲۰۱۷–۲۰۱۹  | یونیورسو آنلاین | خبرنگار     |                   |
| ۲۰۱۹       | CarnaUOL        | خبرنگار     | یوتیوب            |
| ۲۰۱۸–۲۰۱۹  | دختران در خانه  | شانا تنر    | دوبله             |
| ۲۰۲۰       | آنا پائولا رنو  | ارائه کننده | یوتیوب            |
| ۲۰۲۱       | Fofoca Retro    | ارائه کننده | واقعیت نشان می‌دهد |
| ۲۰۲۲       | 4TalkCast!      | ارائه کننده | پادکست            |
| ۲۰۲۳-اکنون | Splash Uol      | ارائه کننده | یوتیوب            |